# Birgitta Durell
Brechtgien "Birgitta" Durell, född von Crakow eller von Cracauw i Hoorn 1619, död 1683, var en svensk företagare. 
Hon var dotter till Carel van Cracauw, Nederländernas sändebud i Köpenhamn och besläktad med holländska finansiärer. Hon gifte sig 1647 med den nyadlade före detta borgaren Magnus Durell. Paret köpte samma år Vallens slott i Våxtorps socken söder om Laholm. 
Makens familj hade sedan 1645 kontrakt på tillverkning av stickade strumpor för svenska armén. Denna verksamhet organiserades och drevs av Birgitta Durell via makens tillstånd, då Magnus Durell, som formellt innehade tillståndet, ägnade sig åt sin tjänst som landshövding och vicepresident i Göta hovrätt. Birgitta Durell beskrivs som driftig och initiativrik. Stickningskonsten, binge, introducerades bland tjänarna på Vallens säteri, som sedan fick hålla lektioner för allmogen; fårull importerades och delades ut i allmogehushållen runtom i Halland och en industri grundades där allmogen engagerades att sticka strumpor åt armén, som sedan distribuerades via Wallens säteri. 
Laholms förläggarverksamhet behöll kontraktet med armén tills den övertogs av Charlotta Richardy över hundra år senare: efter Birgitta Durells död 1683 övertogs den av hennes dotter Magna Birgitta Durell (1653–1709), därefter i tjugo år av dottersonens änka Clara Sabina Lilliehöök (1686–1758), och sedan av dennas dotter Magdalena Eleonora Meck (1717–1766), som försåg svenska armén med strumpor under sjuårskriget.